# Calyptrochilum christyanum
Calyptrochilum es una especie de orquídea de hábito epifita, originaria del África tropical. 

## Descripción
Es una orquídea de tamaño medio, monopodial, con hábito de crecimiento, epífita o litofita ocasional en afloramientos de roca con un fondo leñoso, especie colgante de tallo horizontal que lleva numerosas hojas, dísticas, oblongas, de manera desigual y obtusa bilobulada apical en forma de cinta, carnosas, de color verde oliva.  Florece en el final de la primavera y el verano en un tiempo muy corto, con 6 a 12 flores  que surge frente de las hojas y perfumadas con aroma de limón  que se abren y se vuelven blancas o albaricoque con la edad.

## Distribución y hábitat
Se encuentra en Camerún, Angola, República Centroafricana, Congo, Eritrea, Gambia, Ghana, Guinea, Guinea Bissau, Costa de Marfil, Kenia, Liberia, Malawi, Malí, Mozambique, Nigeria, Sierra Leona, Sudán, Tanzania, Uganda, Zaire, Zambia  y Zimbabue (También en Brasil) en los bosques ribereños y praderas arboladas en las elevaciones de alrededor de 900-1900 metros.

## Taxonomía
Calyptrochilum christyanum fue descrita por (Rchb.f.) Summerh. y publicado en Flora of West Tropical Africa 2: 450. 1936.
Sinonimia
- Angraecum bokoyense De Wild.
- Angraecum christyanum Rchb.f.
- Angraecum ivorense A.Chev.
- Angraecum malangeanum Kraenzl.
- Angraecum marsupiocalcaratum Kraenzl.
- Angraecum moloneyi Rolfe
- Angraecum molonoyei Rolfe
- Angraecum mombasaense Rolfe
- Angraecum ovalifolium De Wild.
- Angraecum pynaertii De Wild.
- Angraecum schoellerianum Kraenzl. ex Schweinf.
- Angraecum zigzag De Wild.
- Calyptrochilum bokoyense (De Wild.) Schltr.
- Calyptrochilum malangeanum (Kraenzl.) Schltr.
- Calyptrochilum marsupiocalcaratum (Kraenzl.) Schltr.
- Calyptrochilum moloneyi (Rolfe) Schltr.
- Calyptrochilum mombasaense (Rolfe) Schltr.
- Calyptrochilum orientale Schltr.
- Calyptrochilum ovalifolium (De Wild.) Schltr.
- Calyptrochilum pynaertii (De Wild.) Schltr.
- Calyptrochilum schoellerianum (Kraenzl. ex Schweinf.) Schltr.
- Calyptrochilum zigzag (De Wild.) Schltr.
- Campylocentrum marcalianum Campacci
- Rhaphidorhynchus moloneyi (Rolfe) Finet[1][3][4]